# バンバー・ガスコイン (1757-1824)
バンバー・ガスコイン（英語: Bamber Gascoyne、1757年11月26日 – 1824年1月17日）は、イギリスの政治家。1780年から1796年までリヴァプール選挙区から選出されて庶民院議員を務めた。イギリス首相第3代ソールズベリー侯爵ロバート・ガスコイン＝セシルの母方の祖父にあたる。議会では奴隷貿易を支持したことで知られる。

## 生涯

### 生い立ち
バンバー・ガスコイン（1791年没）とメアリー・グリーン（Mary Green、アイザック・グリーンの娘）の長男として、1757年11月26日に生まれた。1775年7月1日にオックスフォード大学モードリン・カレッジに入学した。1778年から1779年までグランドツアーに出てオランダを旅した。1788年にリンカーン法曹院で法廷弁護士資格免許を取得した。1791年10月に父が死去すると、エセックスとランカシャーでの領地（合計で年収4,000ポンドが得られる地所）を継承した。

### 庶民院議員として
父は1757年にメアリー・グリーンと結婚したことでリヴァプール近くのチルウォールの地所を入手し、リヴァプール選挙区への影響力を得た。以降同選挙区の有力者第3代準男爵サー・ウィリアム・メレディスとの闘争が長年にわたって続いたが、息子バンバーが成人した後の総選挙である1780年イギリス総選挙では父バンバーと父を支持していたリヴァプールの都市団体（corporation）が選挙区を支配するほどまでになり、息子バンバーは得票数1位（608票）で当選、メレディスは選挙戦から撤退した。1784年イギリス総選挙でも得票数1位（959票）で再選し、メレディスは4位（131票）で落選した。この結果は都市団体とそれ以外の自由市民（freeman）が妥協した結果であり、ガスコイン（トーリー党、のち小ピット派トーリー党所属）が都市団体の代表で、もう1人の当選者である初代ペンリン男爵リチャード・ペナント（ホイッグ党所属）が自由市民の代表だった。
議会では父と同じくノース内閣（1770年 – 1782年）を支持、シェルバーン伯爵内閣（1782年 – 1783年）のアメリカ独立戦争予備講和条約に反対、フォックス＝ノース連立内閣期（1783年）の1783年11月にチャールズ・ジェームズ・フォックスの東インド法案に反対した。以降は第1次小ピット内閣（1783年 – 1801年）を支持して、小ピット派トーリー党の一員になった。議会では主にリヴァプールに関連する議題で頻繁に発言した。リヴァプールの有権者の利益を酌み、ドルベン法をめぐる議論で1788年5月に奴隷貿易廃止を「不必要で、空想的かつ非現実的」（unnecessary, visionary and impracticable）と批判しつつ、「なんらかの規制は有益かもしれない」（some regulations might be beneficially adopted）と発言したが、有権者に諮問した後は立場を強め、ドルベン法のような規制にも批判するようになり、1789年にはむしろ奴隷貿易を拡大するべきと発言した。ナサニエル・ラクソールによると、「アフリカ貿易を正当化あるいは情状酌量する形で発言した議員は〔バンバー・ガスコインとペンリン男爵の〕2人だけだった」という。
このように有権者の利益を酌む発言をしたが、1790年イギリス総選挙では小ピットを支持したことと父の言いなりであることが批判され、さらにペンリン男爵とともに「連立」（Coalition）と称して協力の継続を宣言したことがリヴァプールの世論の不興を買ってしまった。これによりホイッグ党所属の挑戦者バナスター・タールトンは1,269票を得て得票数1位で当選し、ガスコインは都市団体からの支持で議席を維持（得票数2位、888票）、ペンリン男爵は得票数3位（716票）で落選した。議席は維持したもの、世論の支持を完全に失っていたためか、前の会期から一変して目立たない議員になった。以降はシエラレオネ会社の設立に反対（1791年3月、5月）、奴隷貿易廃止に反対（1793年2月、5月、1796年3月）した。

### 引退と死
世論の支持がなく、痛風に苦しんでいたため、ガスコインは1796年イギリス総選挙に出馬せず、弟のアイザック・ガスコインが代わりに出馬して当選した。
1824年1月17日にメイフェアのスタンホープ・ストリート（Stanhope Street）で死去、24日にバーキングで埋葬された。娘フランシス・メアリーが遺産を継承した。

## 家族
1794年7月24日、サラ・ブリジット・フランシス・プリース（Sarah Bridget Frances Price、チェイス・プリースの娘）と結婚、1女をもうけた。
- フランシス・メアリー（1802年1月25日 – 1839年10月15日） - 1819年に初代ガーヴァー男爵ジョージ・カニングの求婚を断った後[2]、1821年2月2日に第2代ソールズベリー侯爵ジェイムズ・セシルと結婚、子供あり[1]。第2代ソールズベリー侯爵は結婚に伴い、1821年3月22日に姓を「ガスコイン＝セシル」に改めた[10]。2人の息子にイギリス首相第3代ソールズベリー侯爵ロバート・ガスコイン＝セシルがいる[1]